# (95474) Andreajbarbieri
(95474) Andreajbarbieri est un astéroïde de la ceinture principale.

## Description
(95474) Andreajbarbieri est un astéroïde de la ceinture principale. Il fut découvert le 10 mars 2002 à Cima Ekar par le programme Asiago-DLR Asteroid Survey. Il présente une orbite caractérisée par un demi-grand axe de 2,65 UA, une excentricité de 0,18 et une inclinaison de 3,4° par rapport à l'écliptique.

## Compléments